# 俣野景孝
俣野 景孝（またの かげたか、1853年11月11日（嘉永6年10月11月）- 1911年（明治44年）9月21日）は、明治時代の政治家、官僚、実業家。衆議院議員（2期）。

## 経歴
もと出羽庄内藩士。藩校致道館に学んだ。戊辰戦争では少年隊に所属し出征した。1877年（明治10年）西南戦争が勃発すると警視庁に奉職し、新撰旅団第八大隊副官として出動した。1879年（明治12年）2月、内務省属に転じ、大書記官の松田道之に従い同年6月、沖縄県属となった。
1880年（明治13年）宮古島役所長を経て、1881年（明治14年）1月、大阪府警部に転じ、署長、部長、副典獄などを歴任した。1885年（明治18年）8月、茨田・交野・讃良郡長に任ぜられた。ほか、浪花紡績、摂河鉄道各社長を務めた。1890年（明治23年）7月の第1回衆議院議員総選挙では大阪府第6区から出馬し当選。大阪派に属した。つづく第2回総選挙でも当選し衆議院議員を2期務めた。